# Протасы (Пермский край)
Протасы — посёлок в Пермском районе Пермского края. Входит в состав Култаевского сельского поселения.

## Географическое положение
Расположен на берегах реки Сарабаиха и её притока Симеихи, примерно в 8 км к юго-западу от административного центра поселения, села Култаево.

## Население
| 2010 |
| ---- |
| 240  |